# جسر القاضي (عاليه)
جسر القاضي هي قرية لبنانية من قرى قضاء عاليه في محافظة جبل لبنان.